# Joseph Cinque
Joseph Cinque (nato Sengbe Pieh; Mani, 1814 circa – Komende, 1879 circa) è stato uno schiavo mende famoso per aver capeggiato la rivolta a bordo della nave spagnola Amistad che lo trasportava, e per questo processato per ammutinamento e omicidio, accuse dalle quali fu alla fine assolto, venendo anche affrancato dalla schiavitù.

## Biografia
Nato nel villaggio di Mani stanziato nella terra dei Mende, pressappoco nelle zone centro-settentrionali dell'odierna Sierra Leone, era coltivatore di riso, figlio di uno dei notabili del posto col quale viveva assieme a sua moglie e ai tre figli. Nel 1839, all'età di circa 25 anni, fu catturato da mercanti di schiavi africani appartenenti ad una tribù differente, forse a causa di un debito non pagato e quindi costretto a dieci giorni di cammino dal suo villaggio per essere condotto nei pressi della costa, a Lomboko, sulla foce del fiume Gallinas non lontano da Sulima.
Qui passò di mano venendo venduto al noto negriero spagnolo Pedro Blanco che aveva organizzato una specie di centro di detenzione a mo' di fortezza; rivenduto e imbarcato in catene sul brigantino portoghese, o forse brasiliano, Teçora e condotto assieme ad altri circa 500-700 schiavi a Cuba, allora ancora colonia spagnola dove, all'Avana, furono venduti come schiavi.
Comprati dagli spagnoli José Ruiz e Pedro Montes per destinarli a lavorare nelle proprie piantagioni di zucchero, il 27 giugno, col favore delle tenebre, verso mezzanotte, i 53 schiavi mende (49 maschi adulti di Ruiz, e 4 bambini di proprietà di Montes, di cui 3 femmine e 1 maschio, questi ultimi giunti con un'altra nave negriera), salparono assieme ai propri padroni con la goletta Amistad, capitanata da Ramón Ferrer. La meta del viaggio era il porto di Guanaja, piccola cittadina della costa centro-settentrionale oggi parte del comune di Esmeralda, nell'allora provincia di Puerto Principe, attuale Camagüey.
Durante la navigazione verso la loro destinazione finale, nella notte tra il 30 giugno e il 1º luglio, i prigionieri africani riuscirono a liberarsi dalle catene e a prendere il controllo della nave, ammutinandosi. Uccisero dapprima il cuoco di bordo, il mulatto Celestino Ferrer di origine portoricana e poi il suo padrone, il capitano Ramón Ferrer, spagnolo di Ibiza stabilitosi sull'isola caraibica, mentre altri due membri dell'equipaggio, Jacinto Verdaguer, catalano e Manuel Antonio Padilla, di Santo Domingo riuscirono a fuggire su una lancia con la quale raggiunsero l'isola dando l'allarme. Gli africani ordinarono agli uomini dell'equipaggio sopravvissuti di ricondurli in Africa ma questi li ingannarono, navigando invece di notte verso nord-ovest e solo di giorno verso est.

### Il caso giudiziario
La Amistad fu quindi abbordata il 26 agosto 1839 dal guardacoste USRC Washington del servizio navale della finanza statunitense (la United States Revenue Cutter Service), comandato dal tenente di vascello Thomas Gadney, e da quest'ultimo presa in custodia a circa mezzo miglio al largo di Culloden Point, Long Island, New York, dove gli ammutinati avevano fatto gettare l'ancora il giorno prima per recarsi sulla costa e procacciarsi così acqua e cibo. Per poterne reclamare la relativa ricompensa dovuta al salvataggio della nave secondo le prassi del diritto marittimo, gli schiavi ribelli (considerati merce) furono catturati e condotti in porto a New London nel Connecticut, dove, a differenza dello Stato di New York, la schiavitù era ancora tecnicamente legale.
Il caso giudiziario venne ampiamente pubblicizzato nel distretto federale degli Stati Uniti e discusso presso la Corte suprema, che affrontò le questioni internazionali e aiutò il movimento abolizionista. Nel 1840, il tribunale distrettuale federale di New Haven aveva rilevato che il trasporto degli africani rapiti dal suolo natio e condotti attraverso l'Atlantico a bordo della nave negriera Teçora, era avvenuto in violazione delle leggi e dei trattati internazionali multilaterali stipulati da Gran Bretagna, Spagna e Stati Uniti d'America contro la tratta atlantica degli schiavi. I prigionieri vennero considerati aver agito come uomini liberi quando combatterono per sfuggire alla loro reclusione illegale. La Corte stabilì che gli africani avevano il diritto di prendere tutte le misure legali necessarie a garantire la loro libertà, compreso l'uso della forza.
La sentenza contrastava con la politica del presidente Martin Van Buren, tesa a mantenere buone relazioni con la Spagna e, sul piano interno, a non opporsi direttamente alla schiavitù, evitando uno scontro con gli Stati del sud favorevoli allo schiavismo onde favorire una sua rielezione a presidente. Egli sostenne dunque la decisione dell'accusa di proporre appello alla sentenza, portando il caso dinanzi alla Corte suprema il 23 febbraio 1841. In difesa degli schiavi si schierò invece l'ex presidente John Quincy Adams: il 24 febbraio, supportato da Baldwin, tenne la sua arringa, riuscendo a convincere la Corte la quale confermò la sentenza del tribunale inferiore il 9 marzo 1841 decretando lo stato di libertà degli imputati, ma annullò l'ordine del tribunale che prevedeva il loro ritorno in Africa a spese del governo.
I sostenitori organizzarono degli alloggi temporanei per gli africani a Farmington e raccolsero fondi per il viaggio di ritorno. Il 26 novembre 1841 il Gentleman salpò da New York con un equipaggio di marittimi abolizionisti insieme ad alcuni membri del Comitato per l'Amistad (poi evoluto nel 1846 nell'AMA, ovvero Associazione dei missionari [evangelici] americani) e i 36 ex schiavi che espressero il desiderio di tornare in Africa, tra questi anche Joseph Cinque. La nave giunse a Freetown il 3 gennaio 1842 in una Sierra Leone dilaniata dalle guerre tribali dove il traffico di schiavi era ancora molto florido.
Ciò che accadde successivamente al gruppo di ex schiavi rimpatriati non è dato a sapersi, Cinque mantenne i contatti con la missione locale per un po', abbandonando però poi il commercio lungo la costa al quale pare si fosse dedicato dopo il suo ritorno. Ben poco si conosce invece della sua vita successiva e iniziarono a circolare voci. Alcuni sostenevano che si fosse trasferito in Giamaica. Altri invece che fosse diventato un mercante, se non addirittura un trafficante di schiavi egli stesso.
Quest'ultima accusa sembra essere stata tramandata da una tradizione orale proveniente dall'Africa e citata dallo scrittore del ventesimo secolo William A. Owens, il quale sosteneva di aver visto lettere dei missionari dell'AMA che affermavano che Cinque fosse un mercante di schiavi. Tuttavia, sebbene alcuni degli africani coinvolti nel caso della Amistad si diedero con ogni probabilità alla tratta degli schiavi al loro ritorno, la maggior parte degli storici concordano sul fatto che le accuse di coinvolgimento del Cinque non siano giustificate.
Cinque fece ritorno alla Missione di Kaw-Mendi (anche nota come Komende nella regione dello Sherbro, lungo il fiume Bendei, a 150 miglia a sudest di Freetown), dove riapparì nel 1879 per morire, chiedendo e ottenendo cristiana sepoltura.

## Trasposizioni del personaggio
- Nel film statunitense del 1997 Amistad, diretto da Steven Spielberg, il personaggio di Cinque viene interpretato dall'attore Djimon Hounsou.
- Cinque e la Amistad vengono ricordati da una statua al di fuori del municipio di New Haven.

- La sua figura è stata ripresa sulla banconota da 5000 leoni sierraleonesi[19][20].